# Fabricio Bustos
Fabricio Bustos (Ucacha, 28 april 1996) is een Argentijns voetballer die doorgaans als verdediger speelt. Hij stroomde in 2016 door vanuit de jeugd van Independiente. Bustos debuteerde in 2018 in het Argentijns voetbalelftal.

## Carrière
Bustos speelde in de jeugd voor het plaatselijke Jorge Newbery tot hij in 2008 werd opgenomen in de jeugdopleiding van Independiente. Hiervoor debuteerde hij op 5 december 2016 in het eerste elftal, tijdens een met 1–0 gewonnen wedstrijd in de Primera División thuis tegen River Plate. Hij speelde dat duel van begin tot eind. Bustos maakte op 5 april 2017 ook zijn debuut in het toernooi om de Copa Sudamericana voor Independiente, thuis tegen Alianza Lima (0–0). Net als in de competitie kreeg en behield hij ook hierin een basisplaats. Zijn ploeggenoten en hij wonnen het toernooi door in december in een finale over twee wedstrijden te winnen van Flamengo.

## Clubstatistieken
| Seizoen     | Club          | Competitie       | Competitie | Competitie | Beker | Beker | Internationaal | Internationaal | Totaal | Totaal |
| Seizoen     | Club          | Competitie       | Wed.       | Dlp.       | Wed.  | Dlp.  | Wed.           | Dlp.           | Wed.   | Dlp.   |
| ----------- | ------------- | ---------------- | ---------- | ---------- | ----- | ----- | -------------- | -------------- | ------ | ------ |
| 2016/17     | Independiente | Primera División | 19         | 1          | 0     | 0     | 11             | 0              | 30     | 1      |
| 2017/18     | Independiente | Primera División | 14         | 2          | 0     | 0     | 10             | 0              | 24     | 2      |
| 2018/19     | Independiente | Primera División | 22         | 0          | 1     | 0     | 8              | 0              | 31     | 0      |
| 2019/20     | Independiente | Primera División | 5          | 0          | 1     | 0     | 0              | 0              | 6      | 0      |
| Club totaal | Club totaal   | Club totaal      | 60         | 3          | 2     | 0     | 29             | 0              | 91     | 3      |

Bijgewerkt t/m 17 september 2019

## Interlandcarrière
Bustos won met Argentinië –17 het Zuid-Amerikaans kampioenschap –17 van 2013. Hij speelde in 2014 één keer in Argentinië –20. Bustos debuteerde op 23 maart 2018 in het Argentijns voetbalelftal, tijdens een met 2–0 gewonnen oefeninterland thuis tegen Italië.

## Erelijst
| Copa Sudamericana | 1x | 2017 |

1 Albil ·
2 Franco ·
3 Gonzalo Asis ·
4 Figal ·
5 Domingo ·
6 Sánchez Miño ·
7 Benítez ·
8 Meza ·
9 Gigliotti ·
10 Gaibor ·
11 Fernández ·
12 Velez ·
13 Rehak ·
14 Amorebieta ·
15 Rodríguez ·
16 Bustos ·
17 B. Romero ·
18 S. Romero ·
20 Silva ·
22 Martínez ·
23 Brítez ·
25 Campaña  ·
26 Gutiérrez ·
27 Menéndez ·
29 Pizzini ·
30 Verón ·
Coach: Holan